# 神梛めい
神梛 めい（かんな めい、10月25日 - ）は、日本の女性声優。東京都出身。スタイルキューブ所属。

## 略歴
2016年3月1日よりスタイルキューブに入所。以前はキャロットハウスに所属していた。アニマックスCAFEで働いていた。

## 人物
趣味としてコンセプトカフェ巡り、ゲーム、写真撮影をそれぞれ挙げている。特技としてレトロゲーム、肩もみ、麻雀をそれぞれ挙げている。
最高位戦日本プロ麻雀協会に第42期前期として入会しており、女流Cリーグに所属。

## 出演
太字はメインキャラクター。

### テレビアニメ
- とんかつDJアゲ太郎（2016年、Digger’sの女性客）
- セントールの悩み（2017年、御魂末摘）

### ゲーム
2011年
- 華鬼 〜恋い初める刻 永久の印〜（女子生徒）
- 真・女神転生IMAGINE（システムボイス）
- 月華繚乱ROMANCE（女子生徒、使用人）

2012年
- キミカレ〜新学期〜（後輩）

2013年
- 鬼斬（平賀源内、金華めい、プレイヤーボイス）

2015年
- DASH!!スシニンジャ!!（マゴチ、甘エビ、サラダ）

2017年
- 超ダメージ姫さま（ガンナー姫）
- デモンズゲート 帝都審神大戦 〜東京黙示録編〜（周防彩女）
- 360度恐怖体感 脱出！おばけ屋敷ゲーム（女性、子供）
- 忍び、恋うつつ -甘蜜花絵巻-（女子生徒）
- うんこかん字ドリルのボードゲーム（男の子）

2018年
- 終幕彼女（早川咲）
- アストロ娘（コナタ、マナ、ミオ、チエ、イズミ）

### デジタルコミック
- RUNNING CHASER（神尖沙希[9]）

### オーディオブック
- 崖っぷち業界人たちの殺人事件簿（桃川美園）

### ナレーション
- アニマックスCAFE（アニマックス）
- 東京ディズニーリゾートへの旅
- 霊剣山 星屑たちの宴 王舞フィギュア

### ラジオ
※はインターネット配信。
- 豊田萌絵 with もえころがし（2025年、超!A&G+※） - 2025年2月後半アシスタント[10]